# Equisetopsida
Equisetopsida is een klasse van primitieve varenachtige planten met voornamelijk fossiele vertegenwoordigers.
De klasse omvat slechts één recente orde, de Equisetales, met één familie, de Equisetaceae (paardenstaartenfamilie).
Equisetopsida zijn planten zonder bloemen die zich verspreiden door middel van sporen, wat ze gemeen hebben met de 'moderne' varens en de wolfsklauwen. Ze hebben zich zeer vroeg in de evolutionaire geschiedenis afgescheiden van de andere planten en verschillen dan ook vrij sterk van de 'moderne' varens.

## Naamgeving
- Synoniem: Sphenopsida

## Kenmerken

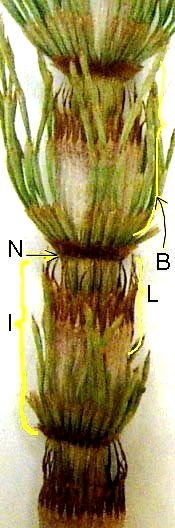
Vegetatieve stengel:N = nodium of knoop, I = internodium, B = zijtak, L = gefuseerde microfyllen

Equisetopsida hebben alle gelede, fotosynthetiserende, holle stengels, soms gevuld met merg. Gelede zijtakken staan in kransen op de knopen van de stengel. Bij het enige recente geslacht Equisetum (paardenstaart) resten van de bladeren enkel nog kleine, eennervige microfyllen, maar bij fossiele soorten zoals die van het geslacht Spenophyllum worden ook brede bladeren met vertakte nerven (macrofyllen) aangetroffen.
De plant bezit ondergrondse rizomen, waaruit wortels ontspringen en waaruit nieuwe scheuten ontspringen.
Het vaatsysteem lijkt op de eustele van de Dicotylen of tweezaadlobbigen, met primair xyleem in een ring van vaatbundels rond het merg, en secundair xyleem dat wordt afgezet naarmate het cambium naar buiten verschuift. Zo kan de stengel verhouten, wat fossiele soorten toeliet om tot bomen van 10 m uit te groeien. De stengelleden bezitten intercalair meristeem, waardoor elk lid ook in de lengte groeit als de plant groter wordt, dit in tegenstelling tot de zaadplanten, die enkel aan de top groeien.
De sporangia of sporendoosjes zijn gegroepeerd in een sporenaar of strobilus die zich, naargelang van de soort, aan de top van een gewone groene stengel bevindt, ofwel op een aparte, bladgroenloze stengel. Deze strobili bestaan uit spiraalsgewijs geplaatste, parapluvormige sporangioforen, die de sporangia (sporendoosjes) dragen en beschermen. De sporangia zijn alle vergelijkbaar van gelijke vorm en grootte (isosporangiaat). Bij fossiele soorten werden de sporangia verder nog beschermd door grote, puntige schutbladen (eveneens microfyllen), die tussen de sporangioforen ingeplant waren.
De sporen zelf dragen elateren, opvallende veerachtige aanhangsels die hygroscopisch zijn (zich strekken bij droogte) zodat de sporen verspreid worden wanneer de omstandigheden ideaal zijn. De recente soorten zijn voornamelijk isospoor, waarbij alle sporen van gelijke grootte zijn. Nochtans zijn er meestal 2 soorten sporen, die óf mannelijke, óf vrouwelijke gametofyten vormen, wat er op zou kunnen wijzen dat vroeger waarschijnlijk heterosporie de regel was.

## Taxonomie
De klasse is tegenwoordig monotypisch, omvat slechts één orde die op zijn beurt slechts één familie omvat. Recent onderzoek van de DNA-nucleotidesequentie toont aan dat de Equisetopsida nauw verwant zijn aan de Marattiopsida, primitieve varenachtige planten.
De klasse heeft echter een lange fossielengeschiedenis met een hoogtepunt in het Carboon, met meerdere uitgestorven ordes, families en geslachten.
| - Klasse: Equisetopsida - Orde: Equisetales - Familie: † Archaeocalamitaceae - Geslacht: Archaeocalamites - Familie: † Calamitaceae - Geslacht: Annularia - Geslacht: Arthropitys - Geslacht: Asterophyllites - Geslacht: Astromyelon - Geslacht: Calamites - Geslacht: Calamocarpon - Geslacht: Calamostachys - Geslacht: Cingularia - Geslacht: Mazostachys - Geslacht: Paleostachya - Familie: Equisetaceae (paardenstaartenfamilie) - Geslacht: Equisetum (paardenstaarten) - Orde: † Pseudoborniales - Familie: Pseudoborniaceae - Geslacht: Pseudobornia - Orde: † Sphenophyllales - Familie: Sphenophyllaceae - Geslacht: Sphenophyllum |

Orde Equisetales

Familie Archaeocalamitaceae † –
Geslacht: Archaeocalamites

Familie Calamitaceae –
Geslachten: Annularia · Arthropitys · Asterophyllites · Astromyelon · Calamites · Calamocarpon · Calamostachys · Cingularia · Mazostachys · Paleostachya

Familie Equisetaceae –
Geslacht: Equisetum

Orde Pseudoborniales †

Familie Pseudoborniaceae –
Geslacht: Pseudobornia

Orde Sphenophyllales †

Familie Sphenophyllaceae –
Geslacht: Sphenophyllum 